# Walter Baier (Journalist)
Walter Baier (* 19. Dezember 1929 in Worms; † 3. März 2000 in Berlin) war ein deutscher Wissenschaftsjournalist. Er war auch in journalistischen Berufsverbänden auf deutscher und europäischer Ebene engagiert.

## Leben und Wirken

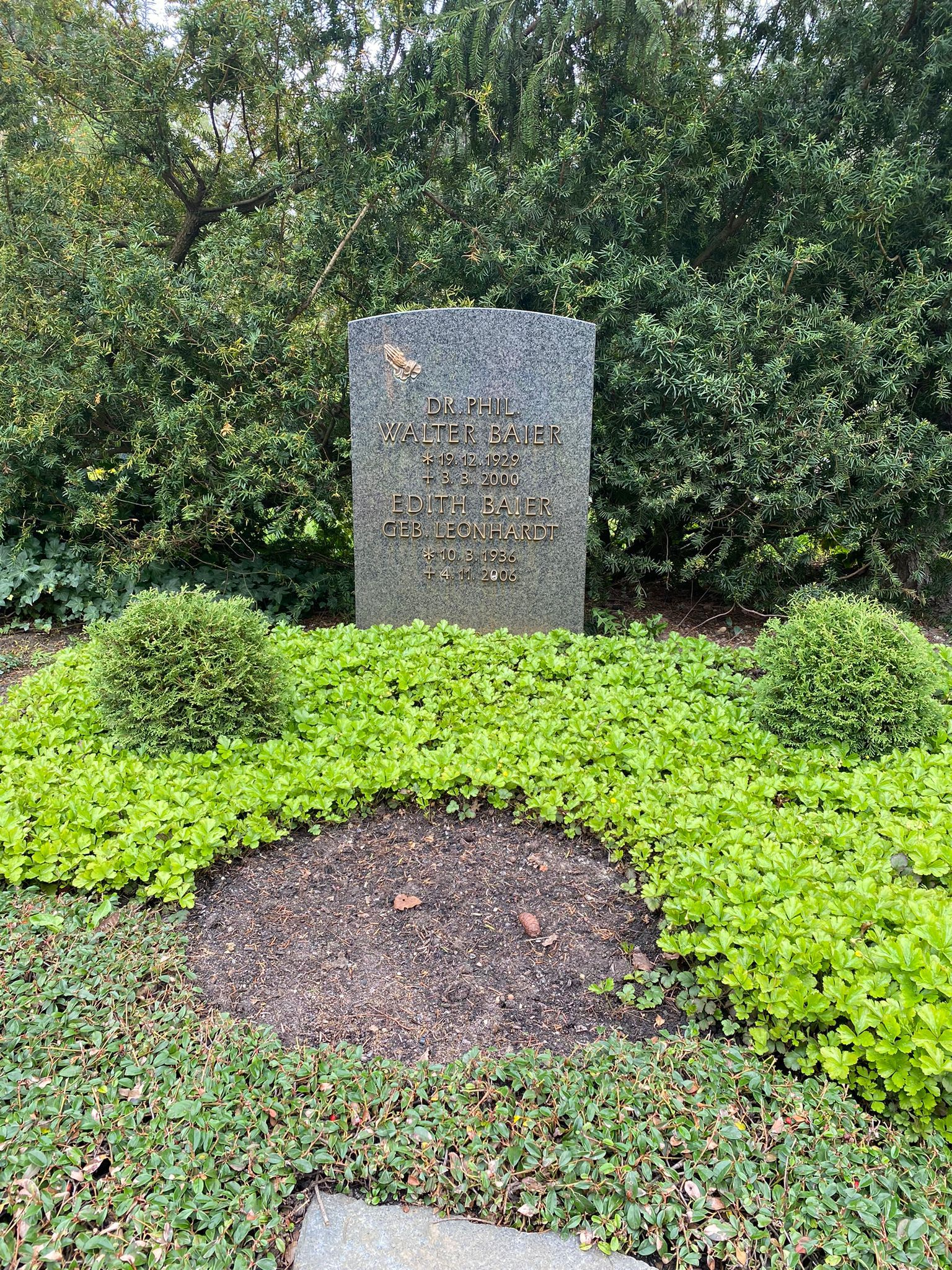
Grabstätte auf dem Heidefriedhof

Baier absolvierte sein Abitur in Worms. Danach arbeitete er kurzzeitig in einer Lederfabrik, um sich Geld für das geplante Studium zu verdienen. Ab 1951 studierte er Romanistik und Anglistik an der Universität Mainz. Mit einem Stipendium des französischen Staates studierte er ab 1953 zeitweise in Lille. Er promovierte in Mainz. Ab 1955 studierte er weiter Physik an der Universität Genf, wo er den Titel eines „Licensié èssciences“ erwarb.
1957 war er Mitherausgeber der naturwissenschaftlichen Enzyklopädie „L’ère atomique“, die in der deutschen Ausgabe „Epoche Atom und Automation“ hieß und auch ins Italienische und Spanische übersetzt wurde. 1960 heiratete er Edith Leonhardt (1936–2000), im gleichen Jahr zog er nach Berlin. Seit 1962 war er Redakteur der damals bedeutenden Zeitschrift „hobby“.
Ab 1971 war Baier Mitglied der Technisch-Literarischen Gesellschaft (TELI), in der er später mehrere Ämter ausfüllte. So war er 12 Jahre Mitglied des Vorstandes der TELI und Beauftragter für den europäischen Wissenschaftsjournalistenverband EUSJA. Im Jahr 1992 wurde er zum Ehrenmitglied der TELI ernannt.
Walter Baier wurde auf dem Heidefriedhof (Lage A III 131/32) beigesetzt. 

## Veröffentlichungen (Auswahl)
- Natur und Technik (2 Bände, 1963)
- „Revolution aus der Retorte“ (Einführung in die Kunststoffchemie) 1966
- als Herausgeber: „Elektronik-Lexikon“ (1974, 2. Auflage 1982)

## Ehrungen und Auszeichnungen
- 1979 Wahl zum Mitglied der  Physik-Sektion der New York Academy of Sciences
- 1986 Karl-Winnacker-Preis des Deutschen Atomforums
- 1993 Robert-Mayer-Preis der VDI-Gesellschaft Energietechnik